# Giuseppe Fabbrini
Giuseppe Fabbrini (abans de 1660 a Colle di Val d'Elsa (Toscana) - Siena (Toscana), 20 de novembre, 1708), va ser un compositor, organista, director de banda i professor de música italià del barroc tardà musical.

## Vida i obra
Giuseppe Fabbrini va néixer probablement a la primera meitat del segle XVII. Se suposa que pertanyia a l'orde dels jesuïtes. Des de 1671 va treballar a la catedral de Siena -inicialment com a organista i del 1685 al 1708 com a director de banda (amb un altre període com a organista el 1705 i el 1706). Fabbrini va ensenyar com a professor al Collegio Tolomei Siena, que era dirigit per jesuïtes. S'hi van educar molts joves de cercles aristocràtics i famílies respectades per tota Itàlia. A més d'obres sagrades, Fabbrini també va compondre òperes per al "Collegio Theatre" i també va ser membre de l'"Accademia dei Rozzi".
Malauradament, la majoria de les seves obres es van perdre. El seu llibretista va ser principalment el famós Girolamo Gigli.

## Obres (selecció)
Òpera

- Coriolanus (1706)
- Eudòxia (1696)
- La fe en les traïcions (1689)
- La força de l'amor
- La força de la sang i la pietat (1686)
- La Ginebra (1688)
- Lodovico Pio (1687)
- Pròleg i aire de "L'honest enamorat" d'Alessandro Scarlatti (1690)

Oratoris i música sacra

- El cel, la terra, l'abisme postrat davant l'inefable nom de Jesús (1680)
- La glòria del nom de Giesu (1689)
- La mare dels Macabeus (1688)
- El martiri de Sant Adrià (1690)
- Sant Hermenegildo (1689)
- El camí de la glòria (1694)
- Messen, Introiti, Antífona, Psalmen, Hymnen[2][3][4][5]